# 電子パッド
電子パッド、電子メモ帳、或はデジタルメモとは、主に板状の画面上に書き込みや描画をできるデジタルデバイスである。

## 概要
従来のメモ帳や付箋と違い、書き込みや描画に紙を消費することがない（ペーパーレス）のが利点である。